# Битка за Велу Лавелу
Битка за Велу Лавелу (енгл. Battle of Vella Lavella), вођена од 14. августа до 7. октобра 1943. између америчких и јапанских снага, била је америчка победа током битке за Соломонова острва на пацифичком фронту Другог светског рата.

## Битка
Током битке за Соломонова острва, Американци су крајем јула 1943. одлучили да заобиђу утврђено острво Коломбангара и да искрцају десант на острво Вела Лавела које је бранило око 250 јапанских војника.
Десантни одред од 7 разарача, 15 десантних бродова и око 4.600 војника, испловио је под заштитом 12 разарача и 2 патролна брода 14. августа 1943. са острва Гвадалканал. Американци су успели да се искрцају без људских жртава и да довлачењем појачања потисну Јапанце у северозападни део острва, али су Јапанци одлучили да привремено бране место Хоранију (енгл. Horaniu), на североисточној обали Веле Лавеле. У ту сврху упутили су 17. августа са Бугенвила конвој са појачањима, који су Американци пресрели у поморској бици код Хораније и нанели му тешке губитке. Јапанци су ипак успели да искрцају 390 људи и да успоставе упориште Хоранију, што им је омогућило да до краја септембра 1943. евакуишу већи део људства са Коломбангаре и суседних острва. Након тога донета је одлука да се евакуише и Вела Лавела: 6. октобра упућен је из Рабаула конвој за евакуацију, који су Американци без успеха напали у бици код Веле Лавеле, али су изгубили 3 разарача, што је омогућило Јапанцима да 7. октобра евакуишу преостале трупе са острва.